# Gabriele Boccalatte
Pas d'image ? Cliquez ici
Gabriele Boccalatte, né à Orio dans le Canavais en 1907 et décédé à l'aiguille de Triolet le 24 août 1938, est un pianiste, grimpeur et alpiniste italien, dont les exploits majeurs se sont déroulés dans le massif du Mont-Blanc.

## Biographie
Après 1926, Gabriele Boccalatte répète les itinéraires les plus classiques du massif du Mont-Blanc et réussit dans les Dolomites plusieurs voies remarquables pour l'époque avant de réaliser ses grandes premières à partir de 1930. Après un intermède andin en 1933, il entreprend une série de premières tout à fait exceptionnelles. Le 24 août 1938, il est tué par une chute de pierres alors qu'il tente une ascension en face sud-est de l'aiguille de Triolet.
Gabriele Boccalatte, de même que Giusto Gervasutti et Lucien Devies, a été l'un des plus ardents défenseurs de l'introduction dans le massif du Mont-Blanc de l'échelle des difficultés de Willo Welzenbach. Boccalatte a laissé un journal qui a été publié après sa mort.

## Ascensions
- 1926 - Cheminée Dunod à l'aiguille du Grépon
- 1927-1929 :
  - voie Voie Solleder au Sass Maor (chaînon des Pale dans les Dolomites), 2 814 m ;
  - voie Preuss à la Cima Piccolissima (Tre Cime di Lavaredo).
- 1930 - Couloir du Diable au mont Blanc du Tacul avec René Chabod, Piero Ghiglione et Guido Antoldi
- 1933 - Première ascension du Cerro Juncal (6 110 m), montagne des Andes, avec Piero Zanetti
- 1934-1935 - Première puis l'année suivante directissime de la face sud-est de l'aiguille de la Brenva, avec Ninì Pietrasanta[2]
- 1935 - Première de la pointe Adolphe Rey (Grand Capucin, 3 535 m) avec René Chabod, Giusto Gervasutti et Ninì Pietrasanta
- 1935 - Face ouest de l'aiguille Noire de Peuterey avec Ninì Pietrasanta
- 12-13 juillet 1935 : directissime de la face est de l'aiguille de la Brenva avec Ninì Pietrasanta.
- 1936 - Face sud-est de l'aiguille Blanche de Peuterey avec Ninì Pietrasanta
- 1936 - Pilier est-nord-est du mont Blanc du Tacul (pilier Boccalatte) avec Ninì Pietrasanta
- 1937 - Face nord du mont Gruetta avec Ettore Castiglioni et Tita Gilberti
- 1937 - Face nord de l'aiguille de Leschaux avec Agostino Cicogna
- 1938 - Première ascension de l'éperon sud-est de l'aiguille Blanche de Peuterey